# Kopparpagölen
Kopparpagölen är en sjö i Aneby kommun och Tranås kommun i Småland och ingår i Motala ströms huvudavrinningsområde. Sjön har en area på 0,0592 kvadratkilometer och ligger 269,5 meter över havet.

## Delavrinningsområde
Kopparpagölen ingår i det delavrinningsområde (642523-143335) som SMHI kallar för Utloppet av Sötasasjön. Medelhöjden är 262 meter över havet och ytan är 8,25 kvadratkilometer. Det finns inga delavrinningsområden uppströms utan avrinningsområdet är högsta punkten. Vattendraget som avvattnar avrinningsområdet har biflödesordning 4, vilket innebär att vattnet flödar genom totalt 4 vattendrag innan det når havet efter 213 kilometer. Delavrinningsområdet består mestadels av skog (53 procent) och jordbruk (23 procent). Avrinningsområdet har 1,25 kvadratkilometer vattenytor vilket ger det en sjöprocent på 15,1 procent.